# أوبانيشاد إيشا
أوبانيشاد إيشا (Devanagari: ईशोपनिषद् IAST īśopaniṣad)، إحدى أقصر الأوبانيشاد، وجزء لا يتجزأ من الفصل الأخير (آدايا) من شوكلا ياجورفيدا. إنه موخيا (أساسي، رئيسي) في الأوبانيشاد، ومعروف في اثنتين من التلاوات، تسميان كانڤا (ڤي إس كي) ومديندينا (ڤي إس إم) أوبانيشاد. وهي قصيدة وجيزة تتألف من 17 أو 18 آية، اعتمادًا على المراجع المنقحة.

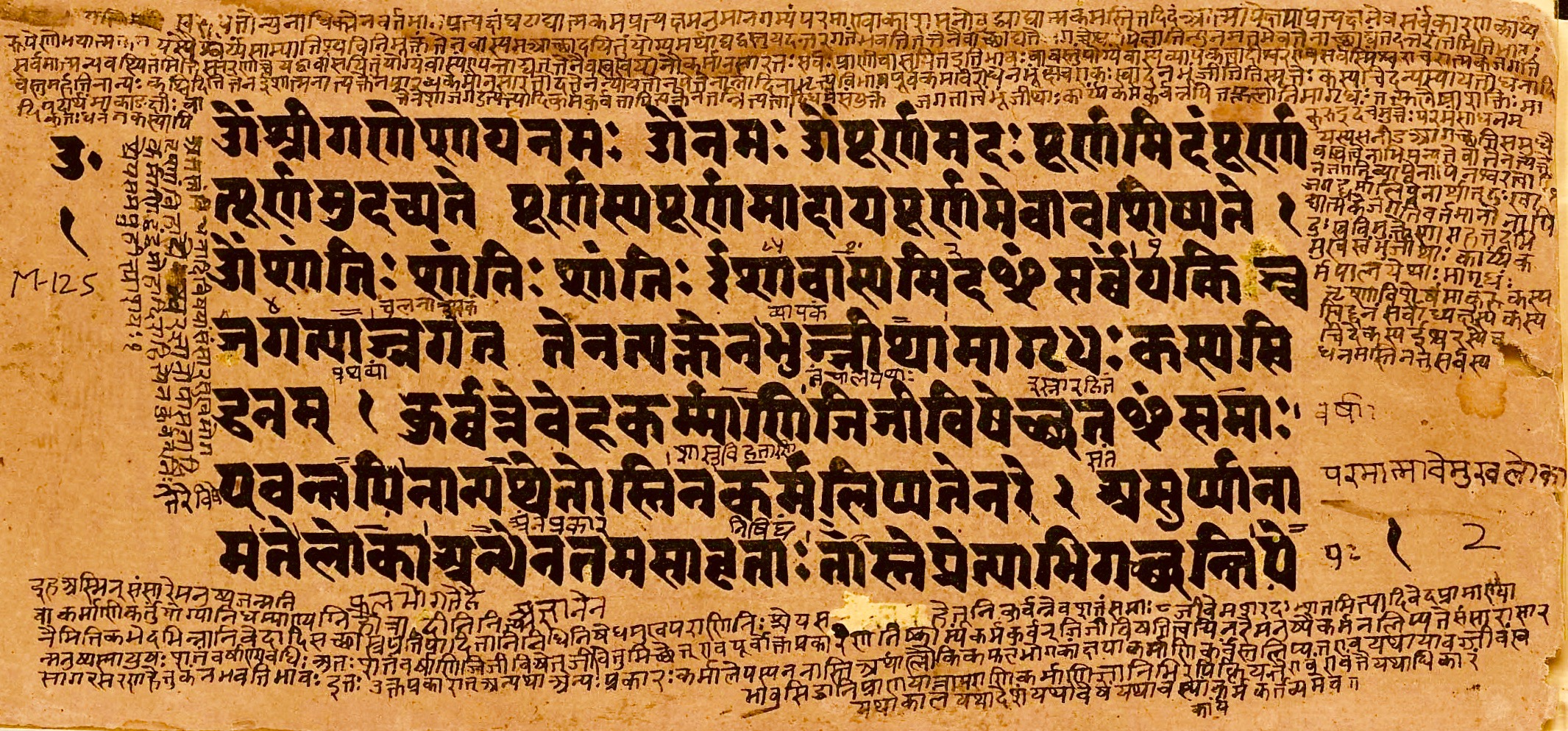

وهو كتاب معتمد في مدارس فيدانتا الفرعية، وسروتي مؤثر في المدارس الهندوسية المتنوعة. وهو الفصل الأربعون من ياجورفيدا. استُمد اسم النص من بدايته، إيسا ڤازيام، «يلفه الرب»، أو «مخبأة في الرب (النفس)». يناقش النص نظرية أتمان (الروح، الذات) للهندوسية، ويشار إليها من قبل كل من دڤايتا (ازدواجية) وإدڤايتا (غير ازدواجية) المدارس الفرعية في فيدانتا.
جرى تصنيفها كـ «أوبانيشاد شعرية» إلى جانب كينا وكاثا وسڤيتسڤاترا ومونداكا من قبل بول ديوسين (1908).

## أصل الكلمة
يأتي أصل كلمة أشڤارا يأتي من (īś- ईश، إيش) يعني «قادر» و«مالك، حاكم، رئيس»، في نهاية المطاف تتناسب مع اللغة الإنجليزية الخاصة (الجرمانية * aigana-، PIE * aik-). تعني كلمة إيشا (ईश) حرفيًا «الحاكم، السيد، الرب». ويعني المصطلح ڤازيام (वास्य) حرفيًا «مخبأ ومغطى بواسطة».
يفسر كل من رالف جريفيث وماكس مولر مصطلح «إيشا» في الأوبانيشاد بالتبادل على أنه «الرب» و«الذات» (روح الشخص). يترجم بوچون لي عنوان الأوبانيشاد بـ «حاكم الذات».
وكما هو معروف، تُعرف أيضًا باسم أوبانيشاد إيشاڤاسيا، وأوبانيشاد ڤاجسيني ساميتا.

## التسلسل الزمني
يُعد التسلسل الزمني لإيشا أوبانيشاد، جنبًا إلى جنب مع غيرها من أدب العصر الفيدي، غير واضح ويختلف فيها العلماء. تستند جميع الآراء إلى أدلة ضعيفة، وافتراضات حول التطور المحتمل للأفكار، وعلى افتراضات حول الفلسفة التي قد تؤثر على الفلسفات الهندية الأخرى.
يؤرخ علماء البوذية مثل ريتشارد كينغ تكوّن أوبانيشاد إيشا تقريبًا إلى النصف الثاني من الألفية الأولى قبل الميلاد، بوضعه زمنيًا بعد أول شرائع بالي البوذية. يلاحظ علماء الهندوسية مثل ستيفن فيليبس الخلاف بين العلماء الحديثين. يشير فيليبس إلى أن أوبانيشاد إيشا كانت على الأرجح إحدى أقدم الأوبانيشاد، تألّفت في النصف الأول من الألفية الأولى قبل الميلاد، بعد بريهاردناكا وچاندوغيا، لكن قبل أوبانيشاد تايتيريا وإيتاريا وكوشتاكي وكينا وكاثا وماندوكا وبراسنا وسڤيتاسفتارا ومايتري، وكذلك قبل أقدم الشرائع البوذية بالي وجاينا.
عبّر علماء القرن التاسع عشر والرابع عشر بالمثل عن مجموعة من الآراء. جرى تصنيف أوبانيشاد إيشا من قبلهم بترتيب زمني على أنه من بين الأوبانيشاد الأقدم ليكون أحد الأوبانيشاد الوسطى. اقترح ديوسن، على سبيل المثال، أن إيشا كان مكونًا من نثرات الأوبانيشاد النثرية القديمة بريهاردناكا وچاندوغيا، وتايتيريا، وإيتاريا، وكوشتاكي، وكينا؛ عندما كانت الأوبانيشاد تؤلف كقصيدة موزونة. علاوة على ذلك، يشير إلى أن إيشا تألّف بعد نثر الأوبانيشاد القديم الآخر مثل براسنا ومايتري وماندوكيا وجميع الأوبانيشاد بعد عصر الفيدية.
يشير وينرنيتز، إلى أن أوبانيشاد إيشا ربما ألّفه بوذا إلى جانب أوبانيشاد كاثا وسفيتاسفارا ومونداكا وبراسنا، ولكن بعد المرحلة الأولى من الأوبانيشاد القديمة التي كانت تتألف في النثر مثل بريهاردناكا وچاندوغيا وتايتيريا وإيتاريا وكوشتاكي وكينا. يذكر وينرنيتز أن إيشا كان من المحتمل أن يؤلف قبل أوبانيشاد ما بعد البوذيين مثل مايتري وماندوكيا.
يفترض رانادي أنه جرى تأليف الإيشا ضمن المجموعة الثانية من الأوبانيشاد إلى جانب أوبانيشاد قنا، وبعد المجموعة الأولى من بريهاردناكا وچاندوغيا، ولكن زمنيًا قبل تايتيريا، إيتاريا، كوشتاكي، كاثا، مونداكا، سفيتاسفاتارا، براسنا، ماندوكيا ومايترياني.

## البنية
أوبانيشاد إيشا هو الأوبانيشاد الوحيد الذي يرتبط بـ ساميتا، وهي أقدم طبقة من النصوص الفيدية المعروفة باسم التغني والنبوات. تُرفق الأوبانيشاد الأخرى بطبقة لاحقة من النصوص الفيدية مثل براهمانز وإيرينياكس. يلاحظ ماكس مولر أن هذا لا يعني بالضرورة أن أوبانيشاد إيشا من بين الأقدم، لأنه من المُسلّم به أن شوكلا ياجور ڤيدا له أصل لاحق من الطبقات النصية للفيدا الأخرى مثل ريغ ڤيدا.
لاحظ العالم الهندي من القرن الثامن آدي شانكارا، في كتابه بهسيا (مراجعة وتعليق) أن تغني وترانيم أوبانيشاد إيشا لا تُستخدم في الطقوس، لأن الغرض منها هو تنوير القارئ إلى «ما هي طبيعة الروح (أتمان)»؛ وبالتالي، على الرغم من التركيز الليتورجي في ياجورفيدا سامهيتا، لم يكن تاريخيًا بمثابة نص طقوسي. فأوبانيشاد إيشا هو نص فلسفي.

### الفرق بين التكرارات
تختلف مخطوطة أوبانيشاد إيشا في مدارس شاخا في عبارات ياجورفيدا النثرية. وتسمى هذه التنقيحات كانڤا (ڤي إس كي) وماديندينا (ڤي إس إم). ترتيب الأعداد 1-8 هو نفسه في كليهما، ومع ذلك، تتوافق آيات كانڤا 9-14 مع آيات ماديندينا 12 و13 و14 و9 و10 و11. الآية 17 من ماديندينا هي صيغة مختلفة للـ 15 من كانڤا 15، والآية 16 من كانڤا مفقودة في ماديندينا، والآيات 17-18 من كانڤا تتوافق مع الآيات 15-16 من ماديندينا.
في كلتا الحالتين، تعتبر أوبانيشاد إيشا الفصل الأربعين من شوكلا ياجور فيدا. تشير الإصدارات التي تحتوي على 18 آية إلى كانڤا، بينما تشير الأعداد التي تحتوي على 17 آية إلى ماديندينا.

## المحتوى

### الأحادية مقابل الألوهية
إن لأوبانيشاد إيشا أهمية في ذكره المفرد لمصطلح «إيشا» في النشيد الأول، وهو مصطلح لا يتكرر أبدًا في التراتيل الأخرى. يُظهر مفهوم «إيشا» الأحادية في تفسير واحد، أو شكل من أشكال التوحيد في تفسير بديل، يشار إليه باسم «الذات» أو «رب الإله» على التوالي.
يحيط الرب بكل شيء - كل شيء يتحرك على الأرض.  مع هذا التخلي، متع نفسك. لا تطمع بأي ثروة من أي إنسان.  – أوبانيشاد إيشا، ترنيمة 1
يفسر رالف جريفيث كلمة «إيشا» في سياقها بـ «الرب»، ويوضح أن هذا «الرب» يعني «روح الكل، وفي نفسك الأقصى - الواقع المطلق الوحيد». إن مصطلح «كل شيء» هو الواقع التجريبي، في حين يشير مصطلح «التخلي» إلى المفهوم الهندي لـ سانياسا، ويشير مصطلح «متع نفسك» إلى «البهجة المبهرة لتحقيق الذات».
يفسر شانكارا الباحث في أدڤيتا ڤيدانتا الترنيمة 1 المذكور أعلاه بأنها تماثل كلمة «الرب» مثل «أتمان» (النفس، الروح). في المقابل، يفسر الباحث المدافشاريا، الباحث في أدڤيتا ڤيدانتا الترنيمة بأنها تماثل كلمة «الرب» مثل ڤيشنوو، أو إله التوحيد بالمعنى الهندوسي. كما تم اقتراح تفسيرات أخرى. على سبيل المثال، اقترح الباحث الأكثر حداثة ماهيدارا أن الترنيمة 1 قد تشير إلى بوذا، التفسير الذي ذكره ماكس مولر غير مقبول بسبب الاختلاف الأساسي بين الهندوسية والبوذية، مع اعتماد الهندوسية على فرضية «الروح، وجود الذات» واعتماد البوذية على فرضية «الروح، الذات غير موجودة».

### السعي من الكارما مقابل السعي لتحقيق الذات
يعترف أوبانيشاد إيشا في التراتيل 2-6، بالتناقض الحاصل داخل الهندوسية، بين الحياة التجريبية لأرباب البيوت والحركة (الكارما) والحياة الروحية للتخلي والمعرفة (جنانا).
إذا أراد المرء أن يعيش مئة عام على هذه الأرض، فيجب أن يعيش وهو يؤدّي الكارما. لكن بينما تعيش هكذا، كرجل، لا توجد طريقة أخرى لا تجذبك الكارما إليها. أولئك الذين يشتركون في طبيعة إسوارس [الشر]، يحيط بهم الظلام الدامس، وهذا هو المكان الذي يقيمون فيه ويتجاهلون أتمان [الذات]. للخلاص، تعرف على الذات الخاصة بك، وهو بلا حراك ولكنه أسرع من العقل، إنه بعيد وقريب، إنه داخل كل شيء وخارجًا عن كل شيء. في كل شيء منتشر. والذي ينظر إلى جميع الكائنات في ذاته، وإلى الذات في كل الكائنات، فهو لا يبتعد عنها أبداً [الذات].

- أبانيشاد إيشا، الترانيم 2-6
يشير آدي شانكارا إلى أن «هو» في التراتيل الست (الجملة الأخيرة في الاقتباس أعلاه) هو «طالب الخلاص، في رحلة لتحقيق الذات والوحدة في الذات الأعمق لديه ولدى الجميع، ويشمل أولئك الموجودين في سانياسا»؛ بينما يقترح مادشفاتريا أن «هو» تعود «للروح الفردية في حب إخلاص الاله، وتسعى إلى الاقتراب بلا حدود من روح الاله».
تنص مراجعة ماكس مولر لتعليقات العديد من العلماء الهنود القدامى والعصور الوسطى، على أن هذه الآيات من أوبانيشاد إيشا تنادي بـ «أن جميع الطقوس عديمة الفائدة، سواء كانت مرتبطة بالتضحيات أو تعاليم دارما»، ولكن مع الاعتراف في الوقت نفسه «بضرر وضرورية النشاط الاجتماعي، والذي يمكن أن ينظر إليها على أنها تحضير وسيطة لمسار المعرفة». يذكّر أوبانيشاد إيشا القارئ أن الحياة الروتينية والطقوس ليست صحيحة ولا خاطئة، كما يقول ماكس مولر. قد تكون ضرورية للكثيرين، ومع ذلك، لإعداد شخص للخلاص، لإظهار المسار الذي تشعر فيه الرغبة الشديدة بلا معنى، ولإنتاج عقل هادئ يتوق إلى المعنى والعقل الذي يمكن أن يميز المعرفة العليا. يقترح رالف جريفيث أن الآيات 2-6 من أبانيشاد إيشا تدين أولئك الذين يؤدون الكارما من أجل «الحصول على مزايا مستقبلية في الحياة أو الحصول على مكان في الجنة»، لأن هذا هو الجهل. يقول جريفيث إن تجنب «معرفة الروح وطبيعتها الأبدية الشاملة» يشبه «قتل النفس» والعيش حياة ميتة. السعي وراء الذات هو البحث عن الأبدية، الكمال، عن كل شيء يتجاوز الاعتماد على الذات ووحدانية قانون الطبيعة والوجود.